# Wiśnia nadwiślanka
Wiśnia nadwiślanka – lokalny typ wiśni sokowej, występujący w pasie nadwiślanym, od Ożarowa do Lipska. Wiśnia nadwiślanka znana jest też pod nazwami: słupska, słupianka lub słupiec, od nazwy miejscowości Słupia Nadbrzeżna, gdzie na początku XX w. pojawiły się jej pierwsze nasadzenia.

## Historia
Historia uprawy tej odmiany sięga około 120 lat wstecz. Do jej rozpowszechnienia przyczynił się Teofil Zając ze Słupi Nadbrzeżnej, który jako pierwszy posadził większą liczbę drzewek nadwiślanki – a nabył je od ziemianina Leszczyńskiego (na terenie dawnego majątku Leszczyńskich do dziś rozciągają się wiśniowe sady). Teofil Zając namówił w 1925 roku dyrektora szkoły w Słupi Nadbrzeżnej, Jana Krupę, aby pomógł w obsadzeniu wiśniami drogi do Tadeuszowa i wysłał do pracy swoich uczniów. Szybki rozwój uprawy wiśni nadwiślanki nastąpił w okresie międzywojennym, kupcy brali jej owoce „na pniu”. Zwiększający się areał nasadzeń zmusił producentów do poszukiwania nowych kanałów dystrybucji. Jednym z nich okazała się droga wodna: statki kursujące na trasie Warszawa–Sandomierz regularnie zabierały transport wiśni do stolicy.

## Cechy charakterystyczne
Nadwiślanka ma owoce wyraźnie mniejsze od owoców odmian uprawnych, o intensywniejszej barwie – od ciemnoczerwonej do bordowej, taki sam kolor ma jej sok. Charakteryzuje się ona także intensywnym, lekko cierpkim i mocno kwaskowatym smakiem. Jest znacznie bardziej aromatyczna i intensywna w smaku niż inne popularne odmiany wiśni. Zbiory nadwiślanki zaczynają się, gdy ekstrakt wynosi 16 briksów, w przypadku innych odmian granica ustalona jest na poziomie 14 briksów. Nadwiślanka zbierana jest między 5 lipca a 5 sierpnia – ręcznie lub mechanicznie. Gdy oderwie się szypułkę, z owoców wycieka odrobina soku, który zmienia się w galaretkę.

## Ochrona nazwy
Od 16 grudnia 2009 r.. wiśnia nadwiślanka ma oznaczenie Chronionej Nazwy Pochodzenia (ChNP). Oznacza to, że uprawnienia do produkcji tego produktu mogą otrzymać jedynie producenci w ściśle określonych rejonach województw.
Gminy, w których może być uprawiana:
- województwo mazowieckie
  - gmina Lipsko
  - gmina Sienno
  - gmina Solec nad Wisłą

- województwo świętokrzyskie
  - gmina Ożarów
  - gmina Tarłów

- województwo lubelskie
  - w powiecie kraśnickim – gmina Annopol.

Pod chronioną nazwą mogą być sprzedawane wyłącznie owoce wiśni uzyskane z drzew wiśni sokówki odroślowej. Owoce wiśni nadwiślanki zbierane do jedzenia muszą być zrywane ręcznie. Niezależnie od przeznaczenia owoce muszą być pakowane do odpowiednich opakowań bezpośrednio w miejscu zbioru dla zachowania odpowiedniej jakości produktu i umożliwienia kontroli nad pochodzeniem.

## Zastosowania
Nadwiślanka nadaje się do wszelkiego rodzaju przetworów, np. na sok, konfitury, domowe wino lub nalewkę. Aby smak tej ostatniej był wytrawniejszy, do wyrobu używa się nie tylko owoców, lecz także liści. Suszone wiśnie sprawdzają się jako zamiennik rodzynek i dodatek do mięs i pasztetów.